# Mister Brasil 2008
Mister Brasil 2008 foi a 5ª edição do tradicional concurso de beleza masculino denominado Mister Brasil, que enviou única e exclusivamente este ano um brasileiro para somente uma disputa internacional, o Mister International. O evento contou com a participação de vinte e cinco candidatos ao título e do detentor do título internacional de Mister Mundo daquele ano, o espanhol Juan García Postigo. Teve como atração principal a cantora Thaeme Mariôto, vencedora do Ídolos, e apresentação de Francisco Budal e Regiane Andrade. O evento ocorreu no Palace Casino de Poços de Caldas, que culminou com a eleição de Vinicius Ribeiro, paulista de Votuporanga que representou o Espírito Santo.

## Resultados

### Colocações
| Posição                                             | Candidato |
| --------------------------------------------------- | --- |
| Vencedor                                            | Espírito Santo - Vinicius Ribeiro |
| 2º. Lugar                                           | Minas Gerais - Maciel Moreno |
| 3º. Lugar                                           | São Paulo - Luciano Stranghetti |
| 4º. Lugar                                           | Rio de Janeiro - Ronald Rezende |
| 5º. Lugar                                           | Rondônia - Assad Haddad Neto |
| 6º. Lugar                                           | Santa Catarina - Thor Schmidt |
| (TOP 13) Semifinalistas (Em ordem de classificação) | Rio Grande do Sul - Marlon di Gregori Distrito Federal - Rafael Mazzali Pará - Eduardo Saraiva Rio Grande do Norte - Ivo Cavalcanti Sergipe - Alexandre Melo Matos Goiás - Reinaldo Cunha Mato Grosso - Andre Stefanini |

### Prêmios especiais
- O concurso distribuiu os seguintes prêmios este ano: [1]

| Prêmio               | Candidato                             |
| -------------------- | ------------------------------------- |
| Mister Amizade       | Pará - Eduardo Saraiva                |
| Mister Best Shape    | Rio Grande do Norte - Ivo Cavalcanti  |
| Mister Cordialidade  | Espírito Santo - Vinicius Ribeiro     |
| Mister Melhor Rosto  | Piauí - Júlio César Lopes             |
| Mister Personalidade | Santa Catarina - Thor Schmidt         |
| Mister Pageant Cafe  | Santa Catarina - Thor Schmidt         |
| Mister Criatividade  | Rio Grande do Sul - Marlon di Gregori |
| Mister Imprensa      | Rio de Janeiro - Ronald Rezende       |

## Melhores por Região
- Os misters mais bem colocados por região do País:

| Posição      | Candidato                            |
| ------------ | ------------------------------------ |
| Centro-Oeste | Distrito Federal - Rafael Mazzalli   |
| Nordeste     | Rio Grande do Norte - Ivo Cavalcanti |
| Norte        | Rondônia - Assad Haddad Neto         |
| Sudeste      | Espírito Santo - Vinicíus Ribeiro    |
| Sul          | Santa Catarina - Thor Schmidt        |

## Etapas Classificatórias
Os candidatos vencedores dessas provas já garantiam classificação no Top 13:

### Desafio Esportivo
| Colocação               | Candidato |
| ----------------------- | --- |
| 1                       | Pará - Eduardo Saraiva |
| 2                       | Rio Grande do Norte - Ivo Cavalcanti |
| 3                       | Goiás - Reinaldo Cunha |
| Finalistas              | Alagoas - Ubiratan Baltrusis Santa Catarina - Thor Schmidt |
| (TOP 12) Semifinalistas | Pernambuco - Alex Amorim Acre - Thiago Brito Rio Grande do Sul - Marlon di Gregori Tocantins - Graziani Ramos São Paulo - Luciano Stranghetti Minas Gerais - Maciel Mendes Amapá - Gustavo Bezerra |

### Top Model
| Colocação  | Candidato |
| ---------- | --- |
| 1          | São Paulo - Luciano Stranghetti |
| Finalistas | Minas Gerais - Maciel Mendes Alagoas - Ubiratan Baltrusis Rio Grande do Norte - Ivo Cavalcanti Distrito Federal - Rafael Mazzali Espírito Santo - Vinicius Ribeiro |

## Candidatos
Competiram pelo título deste ano os seguintes candidatos:
| - Acre - Thiago Brito - Alagoas - Ubiratan Baltrusis - Amapá - Gustavo Bezerra - Amazonas - William Ramos - Ceará - Edvaldo Santos - Distrito Federal - Rafael Mazzalli - Espírito Santo - Vinicius Ribeiro - Fernando de Noronha - Samir Hackbart - Goiás - Reinaldo Cunha - Mato Grosso - André Stefanini - Minas Gerais - Maciel Moreno - Pará - Eduardo Saraiva - Paraíba - Simão Melo | - Paraná - Arnaldo Machado - Pernambuco - Alex Amorim - Piauí - Júlio César Lopes - Rio de Janeiro - Ronald Rezende - Rio Grande do Norte - Ivo Cavalcanti - Rio Grande do Sul - Marlon di Gregori - Rondônia - Assad Haddad Neto - Roraima - Jorge Luis Águas - Santa Catarina - Thor Schmidt - São Paulo - Luciano Stranghetti - Sergipe - Alexandre Matos - Tocantins - Graziani Ramos |

## Histórico

### Desistências
- Bahia - Régis Beirigo
- Fernando de Noronha - Jaílson Amorim
- Maranhão - Yves Augusto
- Mato Grosso do Sul - Jefferson Nunes 1

1. Jefferson Rosa chegou a estar na competição em Poços de Caldas mas abandonou o concurso.

### Curiosidades
- Arnaldo Allison (Paraná) ficou em terceiro lugar no concurso nacional de Mister Brasil Model 2006.
- Assad Haddad Neto (Rondônia) foi nomeado Mister Brasil Universe Model 2009 e parou no Top 15.
- Thiago Brito (Acre), Gustavo Bezerra (Amapá) e Jorge Águas (Roraima) participaram do Mister São Paulo 2008.
- Vinicius Ribeiro (Espírito Santo) é até então, o único vencedor nacional que não representou seu País em nenhum concurso internacional.

### Designações
- Maciel Moreno (2º. Lugar) representou o Brasil no Mister Internacional 2008, realizado em Tainan, em Taiwan e parou no Top 10.
- Luciano Stranghetti (3º. Lugar) representou o Brasil no Best Model of the World 2008, realizado em Istanbul, na Turquia.

## Crossovers
Candidatos com histórico em outros concursos:
Mister Brasil
- 2010:  Rio Grande do Sul - Marlon di Gregori (2º. Lugar)
  - (Representando a Ilha dos Marinheiros em São Paulo, SP)

## Ligações Externas
- Site Oficial do Mister Mundo (em inglês)
- Site Oficial do Concurso Nacional de Beleza